# Jerónimo de Contreras
Jerónimo de Contreras (Zaragoza, c. 1505 - ¿Nápoles? ¿Zaragoza?, c. 1585) fue un militar y escritor español del siglo XVI. 

## Biografía
Pocos datos se conocen de este autor, aunque está documentado que fue capitán y cronista de Felipe II, y que en 1560 se trasladó a Nápoles, donde se dice que murió, aunque hay quien sostiene que falleció en su tierra natal. Escribió el libro de caballerías Don Polismán de Nápoles (1572) y Dechado de varios subjetos, (1573), mezcla de verso y prosa. Es, no obstante, conocido por su obra Selva de aventuras, (editio princeps, Barcelona, 1565), obra en siete libros que narra los amores de Luzmán y Arbolea, y que se inscribe en el género de la novela bizantina, dentro del cual presenta gran similitud con la Historia de los amores de Clareo y Florisea, de 1522, de Alonso Núñez de Reinoso (a su vez traducción parcial de la traducción italiana de Lodovico Dolce, 1547, de Leucipe y Clitofonte, de Aquiles Tacio). Fue obra de gran popularidad, que tuvo una segunda y ampliada edición e 1583 más próxima aún al modelo bizantino, y próximo antecedente de El peregrino en su patria de Lope de Vega.

## Obra
- Don Polismán de Nápoles, Biblioteca Nacional de España, sign. ms. 7839
- Selva de aventuras, Barcelona, en casa de Claudes Boronat, 1565; Alcalá de Henares, por Sebastián Martínez, 1583.
  - Selva de aventuras, Cáceres: Institución Cultural Fernando el Católico, 1991. Edición, estudio, bibliografía y notas de Miguel Ángel Teijeiro Fuentes.
  - Selva de aventuras, Dueñas: Simancas, 2005. El Parnasillo. ISBN 8496574407.
- Vergel de varios triunfos, Napoli, 1570 (ms. en Biblioteca del Real Monasterio de El Escorial, Madrid)
- Dechado de varios subjectos, Zaragoza, en casa de la viuda de Bartolomé de Nágera, 1572.